# Федерація хокею Азербайджану
Федерація хокею Азербайджану (ФХА) — організація, яка займається проведенням на території Азербайджану змагань з хокею із шайбою. Член ІІХФ з 6 травня 1992 року

## Історія
Федерація хокею Азербайджану була створена 1991 року. Тоді ж була відкрита хокейна школа у Баку, в якій займалося близько 200 хлопців різних вікових груп. Хокейна школа базувалася в льодовому палаці (нині Спортивно-концертний комплекс імені Гейдара Алієв). 
Після розпаду СРСР на Щорічному Конгресі IIHF у Празі федерація стала членом ІІХФ 6 травня 1992 року, разом із Україною, Білоруссю, Казахстаном, Ісландією, Хорватією, Словенією. 
У країні є льодовий майданчик, що відповідає Правилам гри в хокей.